# Ravenia biramosa
Ravenia biramosa là một loài thực vật có hoa trong họ Cửu lý hương. Loài này được Ducke miêu tả khoa học đầu tiên năm 1935.